# Nazionale maschile di pallavolo dell'Inghilterra
La nazionale maschile di pallavolo dell'Inghilterra è una squadra europea composta dai migliori giocatori di pallavolo dell'Inghilterra ed è posta sotto l'egida della Federazione pallavolistica dell'Inghilterra.

## Risultati
La nazionale maschile di pallavolo dell'Inghilterra non ha mai partecipato ad alcuna competizione ufficiale.